# Marie-Louise Gagneur
Pour les articles homonymes, voir Mignerot.

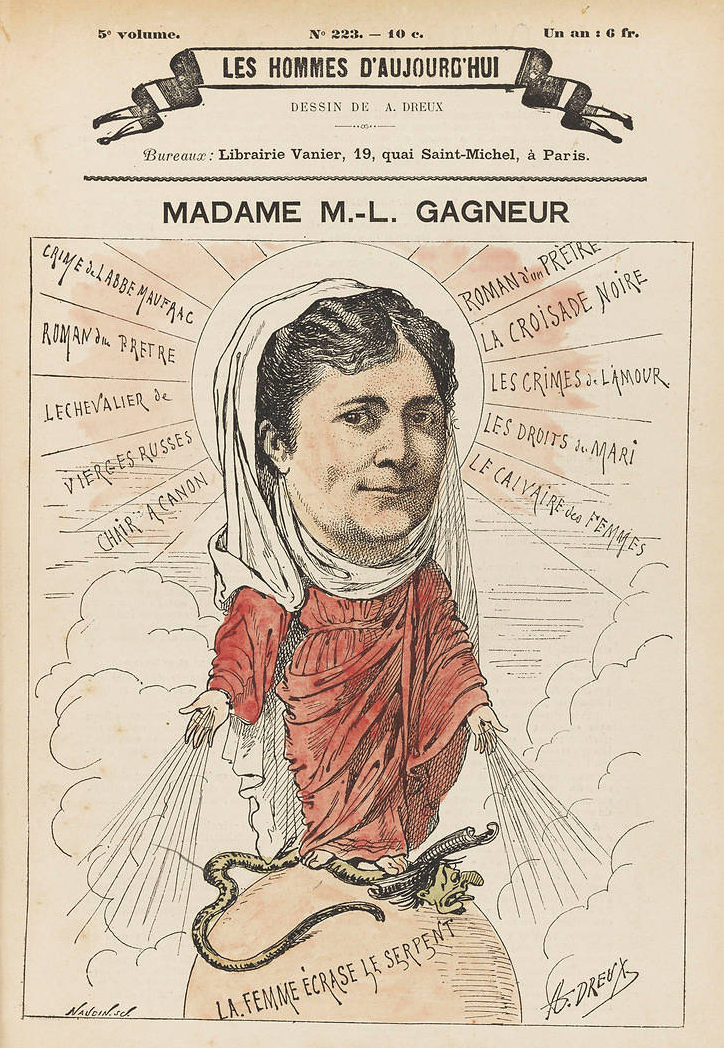
Caricature de Marie-Louise Gagneur dans Les Hommes d'aujourd'hui no 223 (fin 1882).

Louise Marie Gagneur, née Mignerot, à Domblans le 25 mai 1832 et morte à Paris 5e, le 17 février 1902, est une écrivaine et militante féministe française.

## Biographie
Fille de Césarine Martin, militante et disciple fidèle de Charles Fourier, fondatrice en 1871 du Cercle parisien des Familles (familistère), et de Claude Corneille Mignerot (1798-1884), notaire à Bletterans, négociant en vins champagnisés puis rentier, Marie-Louise Mignerot, après avoir participé avec ses parents à l'aventure éphémère du phalanstère de Cîteaux, est élevée au couvent, où elle reçut une éducation très cléricale dont les idées étroites la révoltèrent,.
À l’âge de dix-huit ans, elle écrit un essai sur les associations ouvrières qui lui vaut l'intérêt du député et journaliste Wladimir Gagneur, qui deviendra son époux, en 1855 et qui la soutiendra dans sa démarche littéraire et ses divers engagements. 
Elle signe des essais, des nouvelles et des romans, parmi lesquels  Une expiation (1859), La Croisade noire (1864), Le Roman d’un prêtre (1882), Le Crime de l’Abbé Maufrac (1882). A la fin du Second Empire, en 1869, elle publie les Forçats, roman de mœurs en faveur d'une des premières revendications des défenseurs des droits des femmes : le divorce.
Auteure à succès en son temps avec une publication de ses romans en feuilleton puis en livres, avec de nombreuses rééditions (27 pour la Croisade noire), elle a publié plus de 20 romans. Son œuvre reflète son anti-cléricalisme, un engagement politique en faveur du pacifisme, notamment au moment de la guerre franco-allemande de 1870, et d'une république sociale.
Mais le combat qui marque l’œuvre de cette autrice engagée est celui en faveur des droits des femmes. Elle participe aux réunions du Vauxhall sur le travail des femmes (1868), collabore à la revue le Droit des femmes et à la collection la Bibliothèque démocratique de Victor Poupin.
Elle entre en 1864 à la Société des gens de lettres et interpelle l’Académie française en 1891 sur la féminisation des noms de métier. Elle devient chevalière de la légion d'honneur par décret du 21 février 1901. Elle est une des rares femmes figurant dans le Grand Dictionnaire universel de Pierre Larousse (1866-1877) et présentes à la une de la revue les Hommes d’aujourd’hui (1882).
Aussi connue sous le pseudonyme de « Duchesse Lauriane », elle est la mère de la sculptrice Marguerite Gagneur, dite Syamour. Morte à Paris, ses cendres y reposent au colombarium du cimetière du Père-Lachaise.

## Œuvres
- Une femme hors ligne, Paris, Édouard Dentu, 1862, in-18, 284 p.
- Un drame électoral, Paris, Édouard Dentu, 1863, in-18, 268 p. lire en ligne sur Gallica
- La Croisade noire : roman contemporain, Paris, A. Faure, 1865, in-18, 583 p. lire en ligne sur Gallica
- Le Calvaire des femmes, Paris, A. Faure, 1867, 1 vol. 355 p. lire en ligne sur Gallica
- Les Réprouvées, suite et fin du Calvaire des femmes, Paris, A. Faure, 1867, in-18, 372 p. lire en ligne sur Gallica
- Les Forçats du mariage, Paris, A. Lacroix, Verboeckhoven et Cie, 1870, in-18, 414 p. lire en ligne sur Gallica
- Jean Caboche à ses amis les paysans, Paris, A. Le Chevalier, 1871 36 p.
- Le Divorce, Paris, A. Sagnier, 1872, in-16, 191 p.
- Mésaventure électorale de M. le Bon de Pirouëtt, pour faire suite à Jean Caboche, Paris, A. Le Chevalier, 1872, in-18, 36 p.
- Chair à canon, Paris, Édouard Dentu, 1872, in-18, 535 p.
- La Part du feu. Les Terreurs du bourgeois Prudence et de son ami Furibus, Paris, Sagnier, 1873, in-18, 36 p.
- La Politique au village, Paris, Librairie de la bibliothèque démocratique, 1874, 1 vol. 190 p. lire en ligne sur Gallica
- Les Crimes de l’amour, Paris, Édouard Dentu, 1874, in-18, 385 p. lire en ligne sur Gallica
- Les Droits du mari, Paris, Édouard Dentu, 1876, 398 p. lire en ligne sur Gallica
- Le Roman d’un prêtre, Paris, impr. de Debans, 1876, gr. in-fol.
- Les Vierges russes, Paris, Édouard Dentu, 1880, in-18, xi-524 p. lire en ligne sur Gallica
- Un chevalier de sacristie, Paris, Édouard Dentu, 1881, in-18, 510 p.
- Le Crime de l’abbé Maufrac, suite et fin de le Roman d’un prêtre, Paris, Édouard Dentu, 1882, in-18, 392 p.
- La Fournaise, Paris, Édouard Dentu, 1885, in-18, 488 p.
- Duchesse Laurianne. Pour être aimée. Conseils d’une coquette. Secrets féminins, Paris, Édouard Dentu, 1886, in-18, 324 p.
- Le Supplice de l’amant, Paris, Édouard Dentu, 1888, 468 p. lire en ligne sur Gallica
- Une dévote fin de siècle, Paris, Édouard Dentu, 1891, in-18, viii-327 p.
- Bréviaire de la femme élégante : l’éternelle séduction, Paris, Édouard Dentu, 1893, 1 vol. x-363 p.
- Le Désarmement et la question sociale, Paris, Dentu, 1899, in-8°, 29 p.
- Le Droit au bonheur. Charles Fourier, d’après Zola et Jaurès, Paris, Édouard Dentu, 1901, in-8°, 48 p.